# Johanna Odlander
Vivan Johanna Maria Kappen Odlander, född 25 december 1979, är en svensk journalist.
Johanna Odlander, som är uppvuxen i Stockholm, är dotter till Ingemar Odlander och Christina Jutterström samt syster till Jens Odlander. Hon studerade 1999–2004 vid Uppsala universitet och blev pol. mag. samt utbildade sig till journalist 2005–2006 på Stockholms universitet.
Johanna Odlander arbetade på Eskilstuna-Kuriren 2006-2007 och på Upsala Nya Tidning 2007–2014 som politikreporter och senare nyhetschef. Hon arbetade därefter på Expressen, som chef för tidningens sociala medier-redaktion och startade sedan Expressens digitala prenumerationstjänst Premium. Hon blev publisher och chefredaktör på Upsala Nya Tidning i juni 2023.